# Tefnoet
Tefnoet of Tefnut was in de Egyptische mythologie de godin van de vochtigheid. Zij kwam voort uit Atoem.

## Mythologie
Volgens de Heliopolitaanse theologie was Tefnoet of Tefnut de dochter van Ra en zuster-echtgenote van Sjoe, maar ze is een beetje een mysterieuze godheid.
Ze creëerde het heldere water voor de overleden koning uit haar vagina maar haar identiteit lag ergens anders. Haar eerste voorkomen in de teksten van het Oude Egypte is in de piramideteksten, waar ze de atmosfeer van de lagere wereld voorstelde terwijl Sjoe de opperste wereld voorstelt. Volgens een ander verhaal zou Sjoe en Tefnoet zijn ontstaan als twee leeuwen. Tefnoet werd toen dus de Oog van Ra.

## Aanbidding
De cultuscentrum van Tefnoet was in Heliopolis, waar ze een heiligdom had met de Enneade en in Leontopolis in de Delta. Daar werd ze vereerd met haar broer en echtgenoot als twee leeuwen. Amuletten van Tefnoet zijn bekend in de Late periode maar werkelijk populair waren ze vooral plaatselijk.

## Afbeelding
Tefnoet werd meestal afgebeeld in menselijk afbeelding vaak met een leeuwinnenkop. In volledige menselijke vorm droeg ze een zonneschijf en een uraeus op haar hoofd. De godin kon ook worden afgebeeld als een slang die om een scepter kronkelde, en soms als een slang met een leeuwinnenkop.